# 楓子林
楓子林，原寫為楓仔林，是臺灣新北市石碇區的一個地名，位於該區北北西方。相較於今日行政區，其範圍大致包括豐林里不含西部凸出部分、潭邊里西北端，以及深坑區的昇高里最東端。景美溪上游流經境內，並有楓林橋對外連絡，是石碇區少數地勢較為平坦的聚落。地形三面環山，一面環水，為石碇區通往深坑區之門戶。

## 歷史
早年以楓子林渡頭及楓樹王聞名，是淡水河流域最內陸的渡船口，為臺北與石碇、坪林間往來的貨物轉運站。為今石碇區內最早出現於文獻中之地名。於清乾隆55年（1790年）即有平埔族人與漢人於楓子林庄共同出資設隘圍堵泰雅族，以利墾務之進行。清同治年間，拳山堡共十四庄，今石碇區內僅有楓林庄在其轄下。
臺灣清治末期，楓子林地區為一街庄，稱為「楓仔林庄」，隸屬於文山堡。該庄西北隔景美溪與土庫庄、新興坑庄為鄰，東北及東隔景美溪及其支流石碇溪與雙溪庄為鄰，南邊為員潭仔坑庄，西邊為烏月庄。
1901年（日治明治三十四年）11月，該庄隸屬於深坑廳，編入第九區。1903年（明治三十六年）4月，第九區拆出玉桂嶺庄，其餘改稱「楓仔林區」，該庄屬之。1920年（大正九年），該庄改制並雅化為「楓子林」大字，隸屬於臺北州文山郡石碇庄，大字下有「楓子林」、「冷飯坑」小字名。
戰後石碇庄改制為石碇鄉，隸屬於臺北縣文山區，本地區劃入隆盛村。1951年，自隆盛村劃出為豐林村。2010年（民國99年）12月，臺北縣升格為新北市，石碇鄉改制為石碇區，村改制為里。

## 交通
國道5號又稱「北宜高速公路」，大致以南北向經過楓子林地區，並設有石碇交流道。由此往東南可達坪林、宜蘭、羅東、蘇澳等地；往西北可至南港銜接國道3號。
市道106乙線是連絡木柵、坪林的道路，經過本地區北部及東部邊界外緣。由該道路往西可前往深坑、木柵等地，往南可前往坪林接省道台9線。市道106號是連絡林口、瑞芳的道路，經過本地區北部及東北部邊界外不遠處。
規劃中的深坑輕軌經過楓子林北部，預計在石碇服務區旁的大客車停車場一帶設置終點站S7楓子林站。

## 公共設施
- 石碇服務區（國道5號服務區）